# کاسپی‌ها

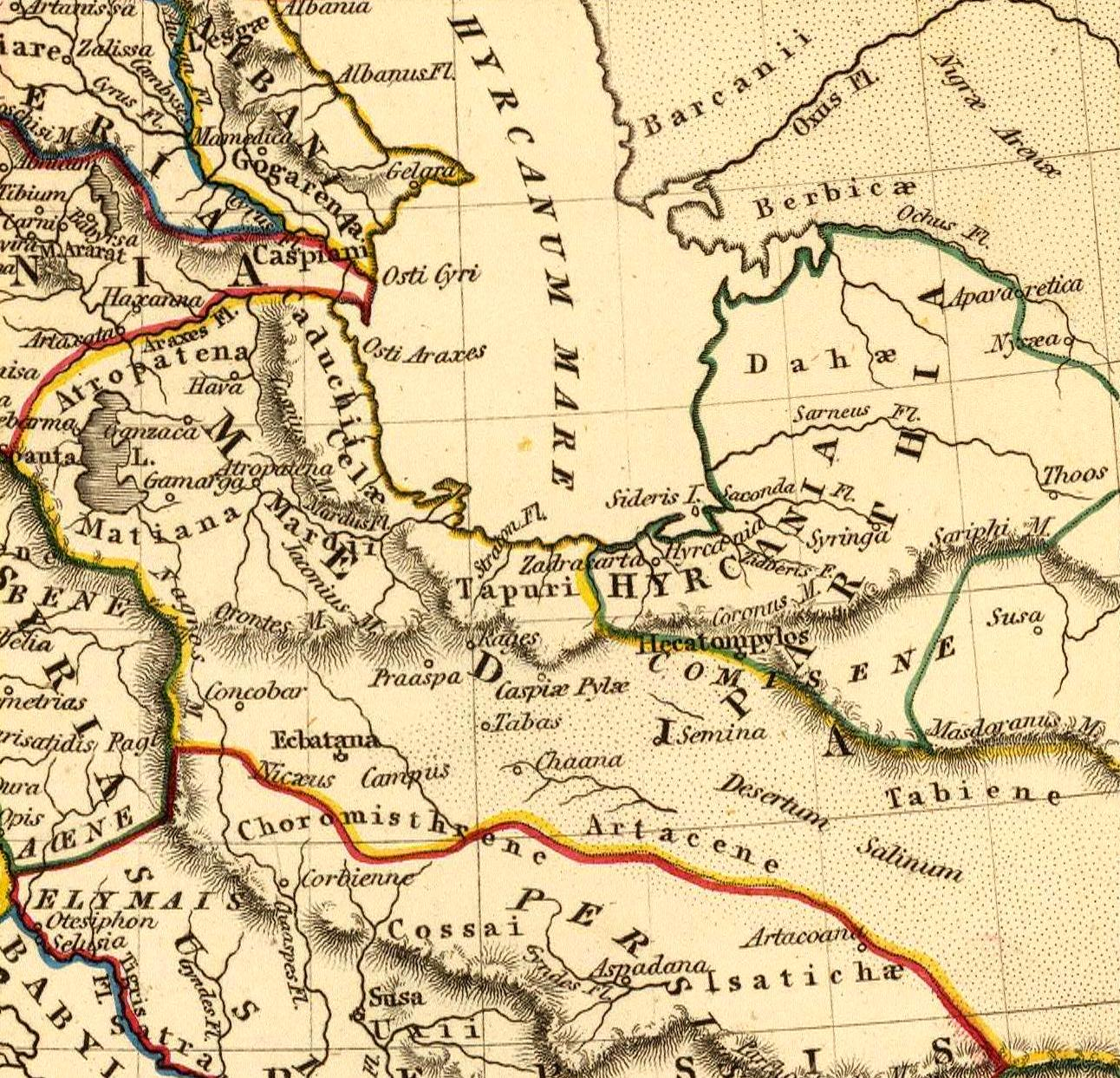
موقعیت کاسپی‌ها در سدهٔ دوم پیش از میلاد، بالاتر از اقوام کادوسی، گلای و تپوری، در کنار رود کورا

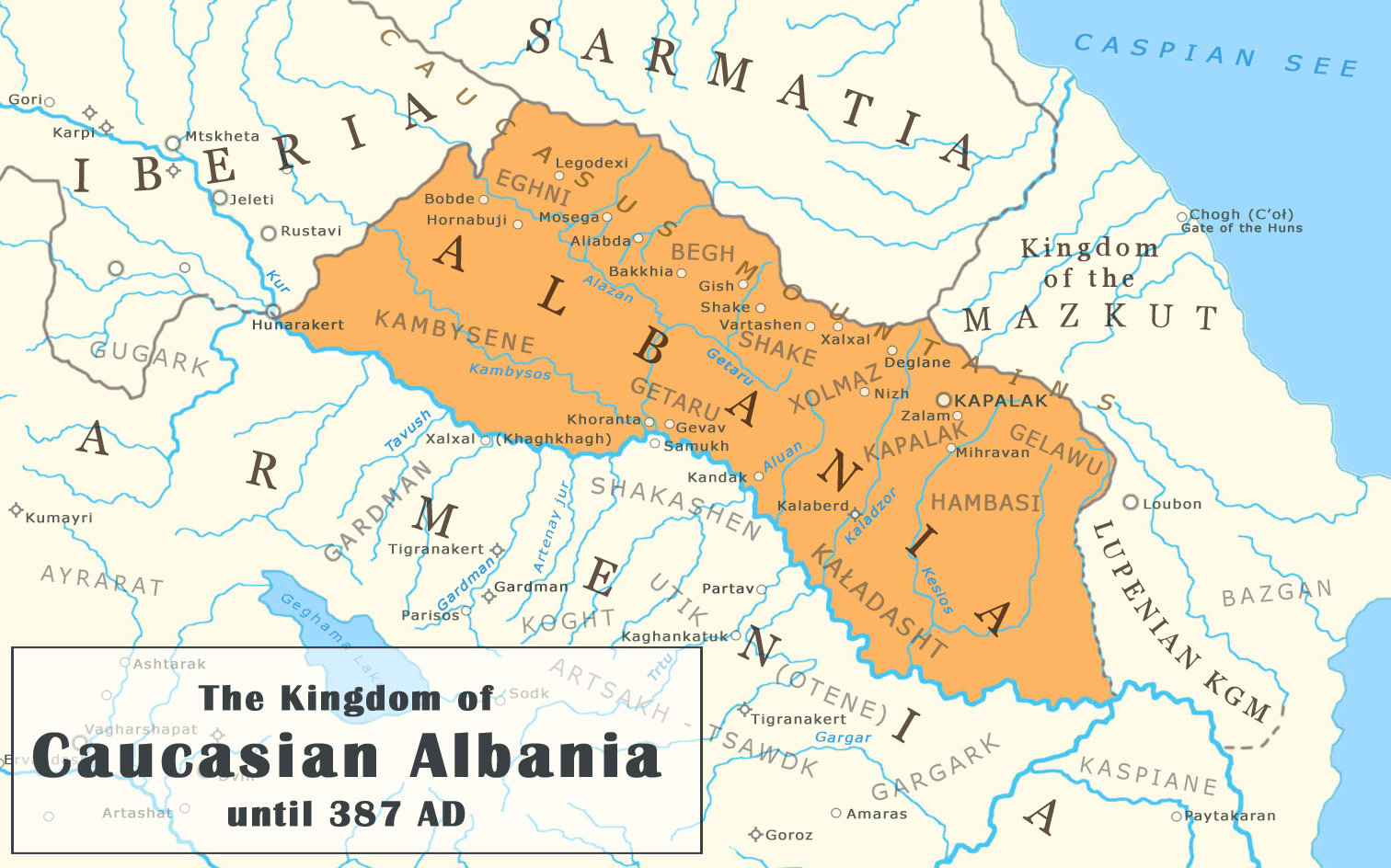
نقشه سرزمین آلبانیای قفقاز تا سال ۳۸۷ پس از میلاد

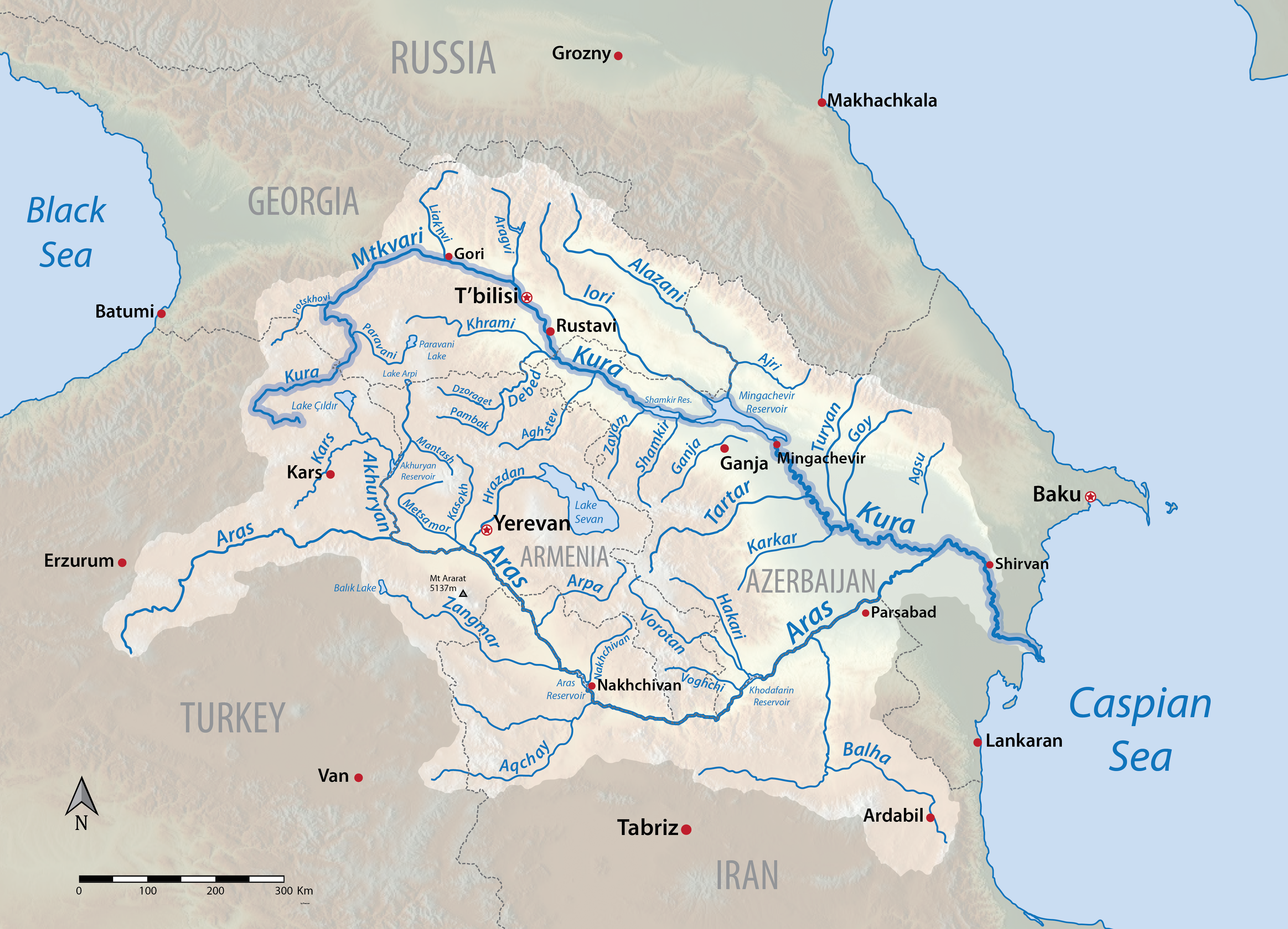
نقشه گرافیکی از رود کر در قفقاز جنوبی، کاسپی‌ها سکنه شمال یا جنوب رود کر بودند

کاسپی‌ها یا کاسپیان (به یونانی: Káspioi) یکی از اقوام باستانی در سواحل جنوب غربی دریای کاسپین در شمال یا جنوب رود کر واقع در قفقاز جنوبی می‌زیستند. اکثر محققان کاسپی را با پایتاکاران که سرزمینی ما بین دو رود کُر و ارس بود یکی می‌دانند. به اعتقاد ارنست هرتسفلد برخی منابع کاسی‌ها و کاسپی‌ها را دو قوم نام برده‌اند اما به نظر می‌رسد این دو نام هر دو یک ریشه داشته باشد. هرودوت و استرابو و بسیاری دیگر از تاریخ‌نگاران دورهٔ باستان مکرر به کاسپی‌ها اشاره کرده‌اند اما به نظر می‌رسد چیز چندانی دربارهٔ آنها نمی‌دانستند. در گزارش‌های تاریخی و جغرافیایی دوره باستان با دیگر سکنه باستانی حاشیه جنوبی دریای کاسپین چون آماردها و آناریاکه و کادوسیان (تالشان عهد باستان) و آلبانی‌ها و ویتی‌ها دسته‌بندی شده‌اند و سرزمین کاسپی‌ها (Kaspianḗ) بخشی از آلبانیای قفقاز بوده است. اینکه بخشی از شاهنشاهی ماد بوده‌اند یا نه مشخص نیست ولی به همراه خرده‌فرهنگ‌های پیرامون‌شان (Pausicae و Pantimathi و Daritae) در دوران داریوش بزرگ بخشی از شاهنشاهی هخامنشی بودند و بعدها قلمروشان به ماد آتروپاتن و به نوبه خود به آلبانیای قفقاز پیوست. هرودوت، در کتاب «هیستوریای»، در زمینهٔ پرداخت‌های ساتراپ‌های امپراتوری هخامنشی به داریوش، از مردمان کاسپی (Kaspianḗ)، پوسیک (Pausicae)، پانتی‌مات (Pantimathi) و داری (Daritae) در ساتراپ یازدهم نام برده است. بطلمیوس کاسپی‌ها را در نزدیکی ارمنستان شناسایی می‌کند. استرابون اقوام ساکن در حاشیه جنوبی دریای خزر و غرب هیرکانی را بدین‌گونه نام می‌برد، تپوری‌ها (Tapyri) بین هیرکانی‌ها و آریایی‌ها زندگی می‌کنند و در یک مدار در پیرامون دریا پس از هیرکانی‌ها (Hyrcanins)، آماردی‌ها (Amardi) و آناریاکه (Anariacae) و کادوسی‌ها (cadusi) و آلبانی‌ها (albani) و کاسپی‌ها (Caspii) و ویتی‌ها(viti) و شماری دیگر از مردمان، تا جایی که به سکاها (scythians) می‌رسیم و از سوی دیگر به سرزمین هیرکانی و دربیک‌ها (Derbices) هستند، کادوسیان در مرز ماد و ماتیانی و پایین پرخوآتراس هستند. گفته می‌شود که تپوری‌ها (Tapyri) بین دربیک‌ها (Derbices) و هیرکانی‌ها (Hyrcanians) زندگی می‌کنند. در قسمت شمالی اقوام کوه‌نشین کادوسی (Cadusii) و آماردی (Amardi) و تپوری (Tapyri) و کرتی (Cyrtii) سکونت دارند.
به گزارش استرابون مناطقی از کشور پارت، قومس (Comisene) و خوار (Chorene) است و می‌توان گفت کل منطقه‌ای است که تا دروازه‌های اسکندر و ری (Rhagae) و تپوری (Tapyri) گسترش می‌یابد، که در گذشته وابسته به ماد بود.
لاتیشف به نقل از دیونیس اسکندرانی مورخ سدهٔ دوم میلادی اقوام اطراف دریای خزر را بدین‌ترتیب نام می‌برد: سکاها، اون‌ها، کاسپ‌ها، کادوس‌ها، آلبان‌ها، ماردها، تپورها و هیرکانی.

## پیشینه و تمدن کاسپی‌ها
نام‌های بازمانده از کاسپی‌ها در اسناد آرامی در مصر به زبان ایرانی‌است؛ بنابراین کاسپی‌ها باید ایرانی یا تحت تأثیر فرهنگ ایرانی قرار گرفته باشند.
هرودوت به مردمان دیگری با همین نام کاسپی (Káspioi) اشاره کرده که به همراه سکاها (Sákai) در پانزدهمین ناحیه سرزمین هخامنشیان ساکن بودند و همچنین در ارتش خشایارشا هخامنشی نیز حضور داشته‌اند. چنین به نظر می‌رسد که در منطقه پامیر یا جایی که امروزه کشمیر است یا نورستان امروزی زیست می‌کردند، هرچند که در درستی این نگاشته‌های هرودوت شک و تردید جدی هست اما نقطه نظر قابل پیشنهاد پژوهشگران بر کوچ کاسپی‌ها به کاپیسا (Kápisoi and Kaspeîroi) می‌باشد.
شهر کاسپی یکی از قدیمی‌ترین شهرهای گرجستان و از مهم‌ترین شهرهای پادشاهی ایبری می‌باشد. و زبان‌شناسان بر این باورند که نام شهر قزوین نیز برگرفته از همین ریشه است زیرا شهر مذکور دروازه ورود به قلمروی کاسپی‌ها بوده است. کتزیاس از قوم کاسپی در کنار قوم کادوسی، تپوری و هیرکانی به عنوان یکی از نواحی نام می‌برد که توسط نینوس پادشاه آشور فتح شدند. به گزارش کتزیاس، از سرزمین‌های واقع در دریا و دیگر سرزمین‌های هم‌مرز با آن‌ها، نینوس مصر و فنیقیه را تحت سلطه خود درآورد، سپس سیلسیرا، کیلیکیه، پامفیلیه و لیکیه، و همچنین کاریا، فریگیه و لیدیه. به‌علاوه، او ترود، فریگیه را در هلسپونت، پروپونتیس، بیتینی، کاپادوکیه و همه ملل بربر که در سواحل پنتوس تا تنائیس ساکن هستند تحت کنترل خود قرار داد. او همچنین خود را حاکم سرزمین‌های کادوسی، تپوری، هیرکانی، درانگی، دربیکی، کارمانی، کورمنایی و بورکانی و پارت کرد. او هم به پارس و هم به سوزیانا و سرزمین کاسپی‌ها حمله کرد، همان‌طور که می‌گویند، گذرگاه‌های بسیار تنگی وارد آن می‌شوند، به همین دلیل به عنوان دروازه کاسپی شناخته می‌شوند. بسیاری از ملل کوچکتر دیگر را نیز تحت سلطه خود درآورد. اما از آنجا که حمله به باکتریا دشوار بود و شامل بسیاری از مردان جنگجو بود، پس از زحمت و تلاش بیهوده، او جنگ با باکتریا را به زمان دیگری موکول کرد و نیروهای خود را به آشور بازگرداند و مکانی را برای تأسیس یک شهر بسیار بزرگ انتخاب کرد.

### ارتباط کاسپی‌ها با کاسی‌ها
در رابطه با ارتباط کاسپی‌ها با کاسی‌ها، برخی از پژوهشگران، مانند هرتسفلد، کاسپی‌ها را با کاسی‌ها یکی می‌دانند. هرودوت از مردمی به همین نام یاد می‌کند که در کنار ساکاها (ساکای) می‌زیستند. این کاسپی‌ها، گاهی در نظر گرفته می‌شود که در پامیر یا در کشمیر کنونی قرار داشته‌اند و شاید پیشروان نورستانی‌های کنونی بوده‌اند.